# Paleacrita sericeiferata
Paleacrita sericeiferata là một loài bướm đêm trong họ Geometridae.